# Ilze Viņķele

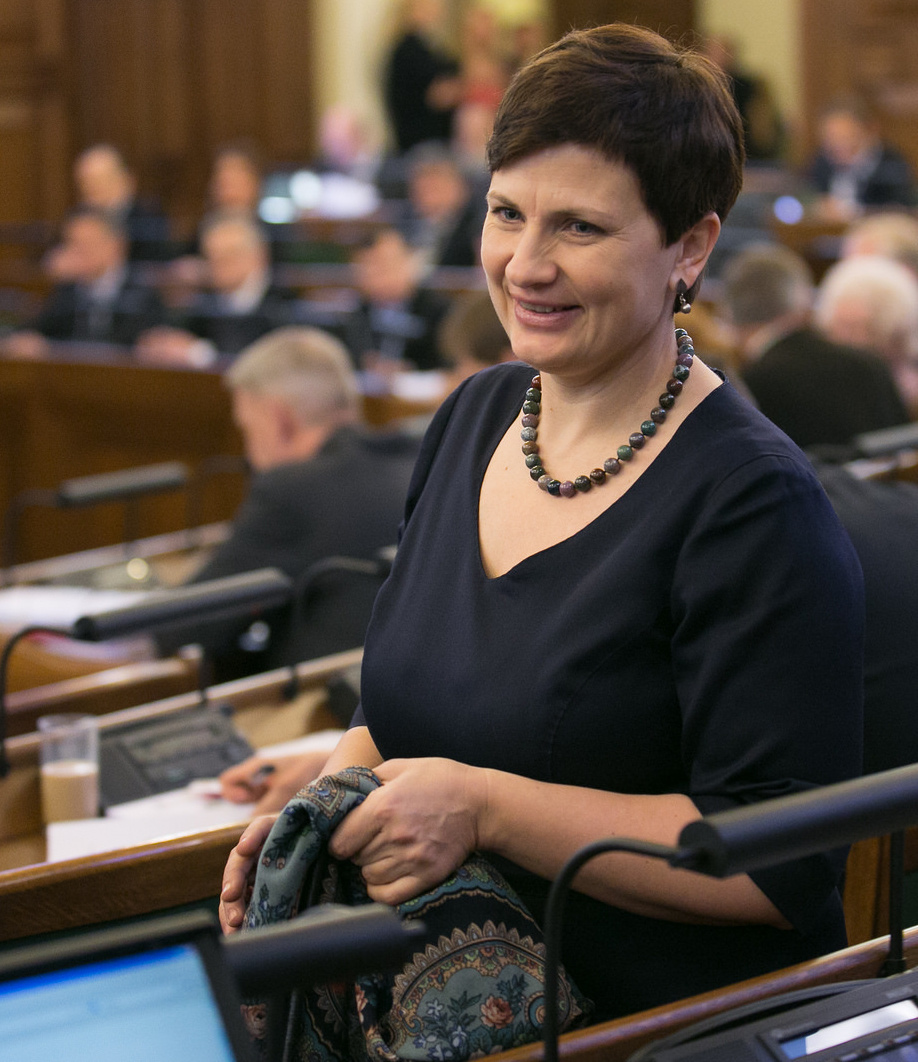
Ilze Viņķele 2014

Ilze Viņķele (geborene: Vidiņa; * 27. November 1971 in Rēzekne) ist eine lettische Politikerin der Partei Kustība Par!. Von 2011 bis 2014  war sie Ministerin für Soziales und 2019 bis 2021 Gesundheitsministerin.

## Leben
Ilze Viņķele wurde 1971 im Westen der damaligen Lettischen SSR geboren. Nach dem Schulabschluss in ihre Heimatstadt studierte sie Sozialwesen.

### Politik
Viņķele hatte verschiedene Stellen in der Staatsverwaltung inne und trat 2001 der Partei Tēvzemei un Brīvībai/LNNK („Für Vaterland und Freiheit“) bei. 2008 war sie Mitbegründerin der Pilsoniskā savienība (Bürgerunion). Für die daraus entstandene Partei Vienotība („Einheit“) wurde Viņķele 2010 in die Saeima, das lettische Parlament gewählt. Im Oktober 2011 wurde sie zur Sozialministerin im Kabinett Dombrovskis III ernannt. Das Amt hatte sie bis Januar 2014 inne.
Im August 2017 trat sie von der Vienotība zur liberalen Partei Kustība Par! („Bewegung Für!“) über. Bei der Parlamentswahl 2018 konnte sie allerdings kein Abgeordnetenmandat für ihre neue Partei erringen, die im Wahlbündnis Attīstībai/Par! antrat. Trotzdem wurde sie als Gesundheitsministerin nominiert und gehörte dem Kabinett Kariņš I seit dessen Arbeitsaufnahme am 23. Januar 2019 an. Im Januar 2021 bat Ministerpräsident Krišjānis Kariņš um die Entlassung von Viņķele, da er ihr Krisenmanagement in der COVID-19-Pandemie als unzureichend betrachtete. Viņķele sah sich zwar als Sündenbock, akzeptierte aber die Entscheidung des Regierungschefs.

### Privates
Viņķeles Vater, der Arzt Juris Galerijs Vidiņš (* 1938), war ein bekannter Dissident, der nach Sibirien verschickt worden war und später zur Gruppe Helsinki-86 gehörte. Sie ist mit dem Arzt und Politiker Juris Viņķelis verheiratet. Die Familie lebt mit drei Söhnen in Riga.